# Maria Laura da Rocha
Maria Laura da Rocha ComMM (Rio de Janeiro, 26 de setembro de 1955) é uma diplomata brasileira. Atualmente é a Secretária-Geral do Ministério das Relações Exteriores, sendo a primeira mulher a ocupar o cargo.
Anteriormente, atuou como Delegada Permanente do Brasil junto à UNESCO, entre 2011 e 2014; Representante Permanente do Brasil junto à FAO, de 2014 a 2017; Embaixadora do Brasil na Hungria, de 2017 a 2020; e Embaixadora do Brasil na Romênia, entre 2020 e 2022.

## Biografia

### Vida pessoal
Nasceu na cidade do Rio de Janeiro, filha de Arthur Veríssimo da Rocha e Laura Martins da Rocha, é casada com Sandro Melaranci e tem duas filhas, Elisa Melaranci e Marina Melaranci.

### Carreira Diplomática
Ingressou na carreira diplomática em 1978, no cargo de Terceira Secretária, após ter concluído o Curso de Preparação à Carreira de Diplomata do Instituto Rio Branco.
Foi inicialmente lotada na Divisão de Pessoal, onde trabalhou de 1978 a 1980. No ano de 1979, foi chefe do Serviço de Cadastro e Lotação e, subsequentemente, foi removida para o Consulado do Brasil em Berlim, onde trabalhou como encarregada do consulado em missão transitória. Em 1980, foi promovida a segunda-secretária.
Entre 1981 e 1985, esteve lotada na Embaixada do Brasil em Roma, ocupando a função de segunda-secretária. Em segunda, foi removida para a Embaixada do Brasil em Moscou, onde trabalhou até 1989. Em 1987, havia sido promovida a primeira-secretária. 
Entre 1988 e 1990, trabalhou como assessora no Departamento do Serviço Exterior. No ano de 1989, foi promovida a primeira-secretária. Entre 1990 e 1993, foi subchefe da Divisão Especial de Avaliação Política e de Programas Bilaterais.
Ao regressar a Brasília, em 1990, foi designada coordenadora-executiva substituta no Departamento de Administração, função que ocupou até 1991, quando tomou posse no cargo de diretora-geral adjunta de Administração da Presidência da República. Em 1992, foi coordenadora executiva da Subsecretaria-Geral do Serviço Exterior.
Entre 1992 e 1995, exerceu a função de primeira-secretária na Embaixada do Brasil em Roma. Retornou ao Brasil para assumir o cargo de coordenadora-geral de Documentação e chefe de Gabinete da Secretaria de Assuntos Estratégicos da Presidência da República, funções exercidas até 1999. No mesmo ano, ocupou o cargo de chefe de Gabinete do Ministério Extraordinário de Projetos Especiais.
Entre 1999 e 2002, foi chefe de Gabinete e ministra de Estado Interina do Ministério da Ciência e Tecnologia. No ano 2000, defendeu tese no Curso de Altos Estudos do Instituto Rio Branco, intitulada “Diplomacia, Tecnologia e Defesa: o Itamaraty e a Captação Internacional de Tecnologia Sensível para o Setor Aeroespacial”, um dos requisitos necessários para a ascensão funcional na carreira diplomática. Foi promovida a ministra de Segunda Classe no mesmo ano.
Admitida em 1998 à Ordem do Mérito Militar no grau de Oficial especial pelo presidente Fernando Henrique Cardoso, em 2002 foi promovida pelo mesmo ao grau de Comendadora.
Em 2003, foi removida para a Embaixada do Brasil em Paris, na função de ministra-conselheira, tendo permanecido no posto até 2008. Ao regressar a Brasília, assumiu, inicialmente, a Secretaria de Planejamento Diplomático do Itamaraty. Ocupou o cargo por menos de um ano, uma vez que aceitou o convite para a assumir a chefia de Gabinete do Ministro de Estado das Relações Exteriores. Ocupou a função entre os anos de 2008 e 2011. Sua promoção a ministra de primeira classe também ocorreu em 2008.
Em 2010, foi designada chefe da Delegação Permanente do Brasil junto à UNESCO e, no ano de 2014, foi removida a Roma, onde exerceu o cargo de Representante Permanente do Brasil Junto à FAO. De 2017 a 2019, foi embaixadora do Brasil em Budapeste. 

Ela ocupava o cargo de embaixadora do Brasil em Bucareste, quando em dezembro de 2022, foi anunciada pelo futuro chanceler Mauro Vieira como secretária-geral do Itamaraty, sendo a primeira mulher a ocupar o cargo. Ela tomou posse no cargo em questão, de Secretária-Geral de Relações Exteriores, em 05 de janeiro de 2023, sinalizando que o Itamaraty aplicará políticas de diversidade de gênero e raça para o ministério, entre outras ações, como a retomada de laços diplomáticos com a América do Sul, sem descuidar de China, EUA e União Europeia, que são os parceiros prioritários do país.

## Condecorações[5]
- Medalha do Mérito Santos Dumont, Brasil (1995)
- Merito della Repubblica Italiana, Itália, Oficial (1995)
- Medalha do Pacificador, Brasil (1996)
- Ordem do Mérito Aeronáutico, Brasil, Comendador (2001)
- Ordem do Mérito Científico, Brasil, Comendador (2002)
- Ordem do Mérito Militar, Brasil, Comendador (2002)[8]
- Ordem do Mérito Naval, Brasil, Comendador (2002)
- Ordem do Mérito Aeronáutico, Brasil, Grande Oficial (2008)
- Ordem do Mérito da Defesa, Brasil, Grande Oficial (2008)
- Ordem de Rio Branco, Brasil, Grã-Cruz (2009)
- Ordem Nacional do Mérito, França, Comendador (2010)